# Rue Sidi Abdallah Guech
La rue Sidi Abdallah Guech, plus rigoureusement « impasse Sidi Abdallah Gueche » (arabe : زنقة سيدي عبد الله قش), est un ensemble de maisons closes de Tunis, capitale de la Tunisie. Reconnu par les autorités, le site autorise l'exercice de la prostitution tout en assurant une certaine protection aux femmes qui y travaillent.

## Origine du nom
S'il est paradoxal que le nom d'un lieu de prostitution soit celui d'un saint, cela ne semble pas le fait du hasard : Abdelhamid Larguèche a relevé que tous les lieux réservés de la prostitution de la Tunis ottomane portaient des noms de saints, ce qui semblait établir un rapport entre mysticisme et érotisme. Les saints de l'islam pouvaient être les protecteurs de filles « qui empêchent, par leur sacrifice, leurs frères et leurs sœurs de tomber dans le péché ».

## Situation et accès

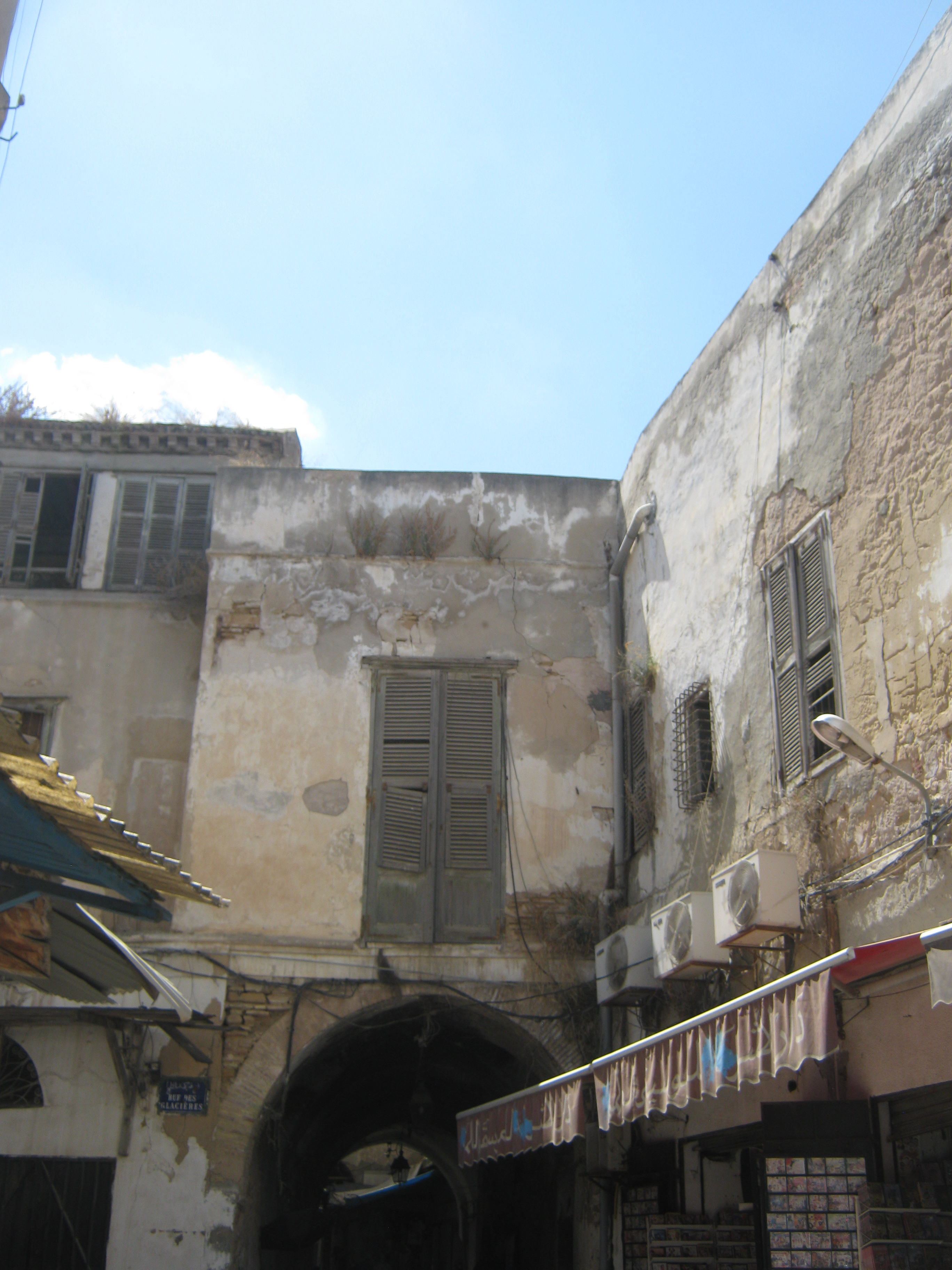
Rue Zarkoun où se trouve l'impasse.

L'impasse est située à l'entrée de la médina, à quelques centaines de mètres de la mosquée Zitouna et des souks. Cette ruelle étroite et discrète — cinquante mètres de long et parfois un mètre de large — ne se différencie guère des ruelles alentour. Elle se situe entre l'ancien quartier juif, la Hara, et le quartier franc. 
Elle accueille des deux côtés de petites chambres devant lesquelles les filles attendent leurs clients.

## Historique
Tolérée puis reconnue par les autorités dès 1942, cette maison close est surtout fréquentée sous le protectorat français par les Tunisiens, musulmans ou juifs. Les femmes qui y travaillent viennent souvent de milieux défavorisés en Tunisie ; leurs clients sont également dans leur majorité des hommes peu fortunés, notamment des Algériens en raison des prix abordables. Pendant des décennies, cette rue est le seul endroit où les prostituées juives pouvaient exercer.
Après la révolution de 2011, les forces de l'ordre la désertent, ne laissant de quelques militaires sur place, alors que les rondes étaient fréquentes. Le 18 février 2011, une foule évaluée entre plusieurs dizaines, et près de 2 000 personnes tente de la prendre d'assaut et manque de l'incendier,, avant d'être repoussée par la population et dispersée par les forces de l'ordre. Cet événement intervient dans le cadre d'une campagne menée par des salafistes qui réclament sa fermeture et conduit à la fermeture d'autres maisons closes, comme à Béja, Kairouan, Médenine, Sfax et Sousse,,,.
À la suite de cet incident, l'impasse est fermée par une porte métallique et la plaque la signalant est enlevée car son nom, Sidi Abdallah Guech, est celui d'un saint. Un écriteau indique également que l'impasse est fermée le vendredi et durant le ramadan.

## Statut
La prostitution pratiquée en ce lieu autorisé, encadrée par l'État, n'est pas un délit. De ce fait, les prostituées de Sidi Abdallah Guech qui disposent du statut de fonctionnaire sont placées sous le contrôle des services du ministère de la Santé et paient des impôts ; le centre local de santé reçoit quotidiennement près de cinquante d'entre elles sur un total de 238 prostituées déclarées.

## Littérature
Sidi Abdallah Guech est évoquée par plusieurs auteurs de la littérature tunisienne. Ainsi, Bouraoui en parle à plusieurs reprises dans Thunis Thanatos. De son côté, Abdelmajid Bouslama la décrit dans Les portes du Menzel comme un lieu d'initiation pour le jeune narrateur compte tenu que les relations hors mariage sont très mal vues par la société. Tahar Fazaa la replace quant à lui, avec Amours, humour, humeur, dans le contexte général de la prostitution en Tunisie à travers l'histoire, signalant que les prostituées juives y étaient regroupées.